# 강화역사박물관
강화역사박물관은 인천광역시 강화군 소재의 역사 박물관이다. 사적 제137호 강화 부근리 지석묘] 인근에 위치한다.

## 시설 현황
- 지상2층 - 상설전시실, 강당/사회교육실, 학예연구실, 관장실
- 지상1층 - 로비전시, 상설전시실, 영상실, 기획전시실, 뮤지업 샵 및 카페테리아
- 지하1층 - 수장고, 사진촬영실, 작업실, 소독실

## 관람 안내
- 오전 9시 ~ 오후 6시(매표마감 5시 30분)
- 휴관일: 매주 월요일, 1월 1일, 설 및 추석 당일